# Jazvine
Jazvine falu Horvátországban Krapina-Zagorje megyében. Közigazgatásilag Radobojhoz tartozik.

## Fekvése
Krapinától 3 km-re délkeletre, községközpontjától 3 km-re délnyugatra fekszik.

## Története
1857-ben 130, 1910-ben 271 lakosa volt. A falu Trianonig Varasd vármegye Krapinai járásához tartozott. 
2001-ben 359 lakosa volt.

## Külső hivatkozások
Radoboj község hivatalos oldala